# Friedrich von Vegesack
Friedrich von Vegesack (* 3. Oktober 1725 in Körchow, Herzogtum Mecklenburg-Schwerin; † 10. November 1778 in Stockholm, Königreich Schweden) war ein deutscher Offizier sowie Unternehmer in Mecklenburg und Schweden.

## Leben
Der Vater Eberhard von Vegesack († 1754) war ein deutschbaltischer Major in schwedischen und holsteinischen Diensten, der sich in Mecklenburg niedergelassen hatte. Die Mutter Agnes Oesterhold war eine Tochter des sächsischen Generals Friedrich von Züle.
Friedrich von Vegesack trat zunächst in die Dienste der holländischen Armee, wo er in den Rang eines Hauptmanns (Kapitän) befördert wurde.
1754 erbte er das Gut im mecklenburgischen Zühr von seinem Vater, dieser hatte es erst 1752 von seinem Schwiegervater geerbt. In den folgenden Jahren gelangte er in den Besitz weiterer Güter in Drönnewitz und Bantin in Mecklenburg sowie Bentin, Bökenitz, Neuenkirchen und Zumwolde in Schwedisch-Pommern. 1766 musste er das Gut Zühr aus finanziellen Gründen verkaufen. Seit dieser Zeit lebte er im damals schwedischen Wismar.
1768 gründete er mit Johann August von Starck und anderen die Freimaurerloge Drei Löwen in Wismar und wurde deren Meister.
1769 erhielt er die Konzession zum Betreiben einer der ersten Lotterien in Mitteleuropa in Wismar. Bereits 1772 kam es zu erheblichen finanziellen Problemen des Unternehmens.
Friedrich von Vegesack zog nach Stockholm und wurde dort königlicher Lotteriedirektor.
1776 erhielt er auch die Kontrolle über die gesamte Branntweinproduktion in Schweden.

## Ehe und Nachkommen
Friedrich von Vegesack war mit Sofia Magdalena von Blücher (1741–1830), einer Tochter des mecklenburgischen Gutsbesitzers Ernst Ludwig von Blücher und Elisabeth Oelgard von Kittendorf verheiratet. Sie hatten die Kinder
- Friedrich Eugen von Vegesack (* 1762)
- Eberhard Ernst Gotthard von Vegesack (1763–1818), Generalleutnant
- Barbara Elisabeth Eleonore von Vegesack (1764–1775)
- Sophia Agnes Gertrud von Vegesack (1764–1829), lebte in Schweden
- Ludwig Otto Friedrich von Vegesack (* 1765), in schwedischen und holländischen Diensten
- Magdalena Friederike Ulrike von Vegesack (* 1766)
- Elisabeth Charlotte Auguste von Vegesack (1767–1770)
- Dagobert Roderich Achilles von Vegesack (1769–1850), preußischer Major, Polizeipräsident in Danzig
- Melusine Henriette Juliane von Vegesack (1770–1862)
- Carl Heinrich Emil (* 1771)